# Malaysias MotoGP 2008
Malaysias MotoGP 2008 kördes den 19 oktober på Sepang International Circuit.

## MotoGP

### Slutresultat
| Plats | Förare           | Märke    | Grid | Kvaltid  |
| ----- | ---------------- | -------- | ---- | -------- |
| 1     | Valentino Rossi  | Yamaha   | 2    | 2.01,957 |
| 2     | Dani Pedrosa     | Honda    | 1    | 2.01,548 |
| 3     | Andrea Dovizioso | Honda    | 6    | 2.02,836 |
| 4     | Nicky Hayden     | Honda    | 4    | 2.02,192 |
| 5     | Shinya Nakano    | Honda    | 15   | 2.04,001 |
| 6     | Casey Stoner     | Ducati   | 7    | 2.02,953 |
| 7     | Loris Capirossi  | Suzuki   | 8    | 2.03,078 |
| 8     | Colin Edwards    | Yamaha   | 5    | 2.02,245 |
| 9     | Chris Vermeulen  | Suzuki   | 11   | 2.03,271 |
| 10    | Randy de Puniet  | Honda    | 9    | 2.03,110 |
| 11    | John Hopkins     | Kawasaki | 10   | 2.03,184 |
| 12    | Anthony West     | Kawasaki | 13   | 2.03,392 |
| 13    | Sylvain Guintoli | Ducati   | 16   | 2.04,378 |
| 14    | Alex de Angelis  | Honda    | 17   | 2.04,679 |
| 15    | Toni Elías       | Ducati   | 19   | 2.05,120 |
| 16    | Marco Melandri   | Ducati   | 14   | 2.03,835 |
| 17    | Nobuatsu Aoki    | Suzuki   | 18   | 2.04,835 |
| 18    | Jorge Lorenzo    | Yamaha   | 3    | 2.02,171 |
| 19    | James Toseland   | Yamaha   | 12   | 2.03,282 |